# گمینا لیپنو (استان لهستان بزرگ‌تر)
گمینا لیپنو (استان لهستان بزرگ‌تر) (به لهستانی:  Gmina Lipno) یک گمینا در لهستان است که در شهرستان لشنو واقع شده‌است. گمینا لیپنو ۱۰۳٫۴۳ کیلومتر مربع مساحت و ۵٬۷۲۰ نفر جمعیت دارد.